# 農耕
農耕（のうこう）とは、ある共同体の食物供給の一端や全体、および他の有用植物の需要を補うために、田畑に作物のもととなる種子・苗・球根などを植えて育て、継続的および循環的にその生産をあげていくための活動や実践のこと。耕作（こうさく）とも。農耕が基本となる社会を農耕社会という。
しばしば農業（のうぎょう）と混用されるが、「農業は牧畜を含むが農耕は牧畜を含まない」、「農業は産業全体を指すのに対し農耕は行為を指す」、「人類学・考古学では農耕（と牧畜）という言い方が用いられる」といった違いがある。

## 農耕の歴史
農耕の起源については諸説ある。ハーバード大学、テルアビブ大学とハイファ大学の共同チームは、イスラエルのガリラヤ湖岸で、23,000年前の農耕の痕跡(オオムギ、ライムギ、エンバク、エンマーコムギ)を発見したと、ニューヨーク・タイムズなどで報道されている。約10000年ほど前には、中国の長江流域で稲作を中心とした農耕が始められていたことが最新の発掘調査で確認されている。またレバント（シリア周辺、肥沃な三日月地帯の西半分）では、テル・アブ・フレイラ遺跡（11050BP, 紀元前9050年頃）で最古級の農耕の跡（ライムギ）が発見されている。イモ類ではパプアニューギニアにて9000年前の農業用灌漑施設の跡「クックの初期農耕遺跡」がオーストラリアの学術調査により発見されている。
それ以前は採集によって野生の穀物や豆類を集めており、たとえばムギ類はアナトリア高原の南、ハブール川流域で野生種が利用されていた。
農耕の開始と同時期に牧畜も開始された。これらの始まりの時期より主に磨製石器が作られたことから、この時代は新石器時代と呼ばれている。また、一連の変革により食料の生産が可能となり、生活システム・社会構造を変化させ文明の発達が始まったことから、農耕革命、あるいは新石器革命（英語: Neolithic Revolution）とも呼ばれる。
人類の祖先（ヒト亜科）は他の霊長類と分岐して以降の数百万年もの長い間、採集、狩猟、漁労などによって生計を立ててきたとされる（狩猟採集社会）が、それらとともに新たに農耕や牧畜が始められた理由として食料難が一つの説としてあげられている。農耕が始まった時期は氷河期（最終氷期）の終結に伴う気候の変動が続いた時期（急激な温暖化と、それによって溶解した氷河からの冷水が海水温を下げたことによる一時的な寒冷化への揺り戻しが発生した）と重なっており、これによって従来通りの狩猟採集で食料の確保をすることが困難になったこともきっかけとされる。農耕は大量の水が要り、ついでその管理も必要となってくるため、河川周辺など、定期的に水の供給が得られる場所が農地として選定されることが多い。
農耕や土器の発明により、人類は計画的に食物を生産、そして貯蔵することが可能となった。食料の安定供給は多くの人口を養う事を可能にし、それまで家族・親族単位であった人類の社会形態は大きく拡大し、多くの人々が定住して社会生活を営む様になる。世界四大文明などの古代都市文明も農耕を基礎におき、大河川流域で大いに発展した。そして政治と経済、ついには国家の誕生へと至る事となる。
さらに作物の管理や分配のための計算、気候の変化と農作業の日程を知るための暦法（天文学）、農地管理のための測量などが必要となり、これらが数学の基礎となった。

## 現代における農耕
現代の職業としての農耕についての詳細は農業を参照。

### 用語
栽培
野菜・草花・樹木などの植物を植え、育てること。
園芸
生垣や建物などにより、周囲を囲まれた場所で植物を育てること。杉林や露地での畑作などは園芸と呼ばない。
有用植物
人間の生活にとって身近に必要で、役立つ食用・薬用・観賞用・工業用などの植物。
農作（耕作）
収穫を目的として、田畑にて有用植物を作ること。
農耕生活
農耕を生活の一部に取り入れて、暮らすこと。動物の飼養（牧畜）を含む場合もある。